# Gryon leptocorisae
Gryon leptocorisae är en stekelart som först beskrevs av Howard 1885.  Gryon leptocorisae ingår i släktet Gryon och familjen Scelionidae. Inga underarter finns listade i Catalogue of Life.